# تیفراتس (پسر خشایارشا)
تیفراتس شاهزاده هخامنشی و پسر هفتم خشایارشا بود. او همراه با پسر عموی خود فرنداتیس در نبرد یوریمدون شرکت کرد و فرمانده ناوگان ارتش هخامنشی بود در حالی که فرنداتیس در این نبرد کشته شد تیفراتس زنده ماند. تیفراتس در سده ۵ پیش از میلاد زندگی می‌کرد.